# Rublacedo de Abajo
Rublacedo de Abajo és un municipi de la província de Burgos a la comunitat autònoma de Castella i Lleó. Forma part de la comarca de La Bureba. Limita al nord amb Carcedo de Bureba, a l'est amb Rojas, al sud amb Galbarros i Monasterio de Rodilla i a l'oest amb Merindad de Río Ubierna.

## Demografia
| 1991 |  | 1996 |  | 2001 |  | 2004 |  | 2007 |
| ---- |  | ---- |  | ---- |  | ---- |  | ---- |
| 41   |  | 42   |  | 39   |  | 40   |  | 34   |